# Proasellus soriensis
Proasellus soriensis és una espècie de crustaci isòpode pertanyent a la família dels asèl·lids.

## Hàbitat
És una espècie demersal.

## Distribució geogràfica
Es troba a Europa: la província de Sòria (l'Estat espanyol).